# Loreya
Loreya é um género botânico pertencente à família Melastomataceae.
1. ↑  «Loreya — World Flora Online». www.worldfloraonline.org. Consultado em 19 de agosto de 2020